# Thomas Norton (Dichter)

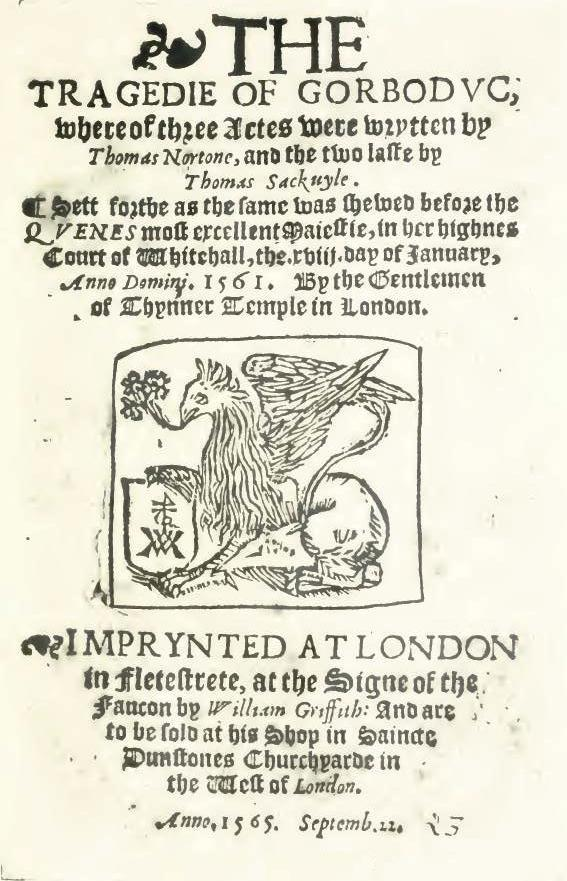
Titelseite von Gorboduc (1565)

Thomas Norton (* 1532 in London; † 10. März 1584 in Bedfordshire) war ein englischer Dichter und Dramatiker, sowie Jurist.

## Leben
Norton wurde in London geboren, in Cambridge erzogen und 1555 als Jurist zum Inner Temple zugelassen. 1562 wurde er Mitglied des House of Commons für den Wahlkreis Berwick-upon-Tweed. Er beteiligte sich an verschiedenen politischen und religiösen Kontroversen, sprach sich in seinen Werken gegen den Katholizismus aus und trat als Staatsanwalt gegen Katholiken auf. Norton ist nicht zuletzt als Mitautor von „Gorboduc“ bekannt, der ersten nach klassischem Modell geschriebenen englischen Tragödie, die er 1560 gemeinsam mit Thomas Sackville, 1. Earl of Dorset verfasste. „Gorboduc“ wurde 1562 uraufgeführt und 1565 gedruckt. Seine Dichtung erschien in „Tottel´s Miscellany“ oder „Songs and Sonnettes“ (1557). Außerdem übersetzte Norton Johannes Calvins „Institutes“ (1561).